# Olivier Allamand
Olivier Allamand, född den 31 juli 1969 i La Tronche, Frankrike, är en fransk freestyleåkare.
Han tog OS-silver i herrarnas puckelpist i samband med de olympiska freestyletävlingarna 1992 i Albertville.